# Jezerka
La Jezerka (en serbe cyrillique: Језерка) est une rivière de Bosnie-Herzégovine, affluent droit du Vrbanja, Central Bosnie, Bosnie-Herzégovine,.

## Géographie
Sa longueur est de 10 km.
Ses plus grands affluents sont Žilića potok et Dubočaj avec Pirizevac (à l'est). Sept moulins ont été construits sur le Jezerka à la fin des années 1962.
Sur le plateau de son écoulement supérieur, le carrefour mène au village de Gornji Obodnik et à l'autoroute M-4. Sur les pentes nord-est d'Uzlomac (1 002 mètres), un col de montagne sépare la confluences de Vrbanja et l'Ukraine (le courant de Božića potok et la confluence de Bistrica).
Pendant la Guerre en Bosnie, habitants de l'embouchure de la rivière ont été expulsés et assassinés. Cela était particulièrement vrai pour les villages de Vrbanjci, Večići, Hrvaćani, Garići et Rujevica,,,,.